# 奧正史
奥 正史（日语：おく まさふみ），是日本外交官，曾在中國大陸多個地區和海外工作。在擔任外務省部長官秘書處新聞科工作後，自2023年4月起，他開始擔任日本台灣交流協會高雄事務所所長。

## 經歷
自1990年起，他在中國大陸擁有超過20年的工作經驗。作為日本外交官，他曾擔任日本駐瀋陽總領事館領事、外務省公使局新聞處高級專家，以及日本駐上海總領事館首席領事。2016年，在瀋陽工作期間，他參與了當地舉辦的青森縣紀念活動，並設立攤位販售青森縣的特色菜品原燒，以紀念中日聯合聲明45周年，成功吸引了3,000多位參觀者。
他於2023年4月9日抵達高雄市，擔任日本台灣交流協會高雄事務所所長。4月17日，他會見了高雄市長陳其邁，討論日台互助及市長兩次訪日表示感謝的事宜，並收到了陳其邁親手製作的南部鐵器鐵水壺作為禮物。4月26日，他還與台南市長黃偉哲進行了會面。